# Watsonarctia wullschlegeli
Watsonarctia wullschlegeli là một loài bướm đêm thuộc phân họ Arctiinae, họ Erebidae.